# Culicoides sajanicus
Culicoides sajanicus är en tvåvingeart som beskrevs av Mirzayeva 1971. Culicoides sajanicus ingår i släktet Culicoides och familjen svidknott. Inga underarter finns listade i Catalogue of Life.